# تيرا

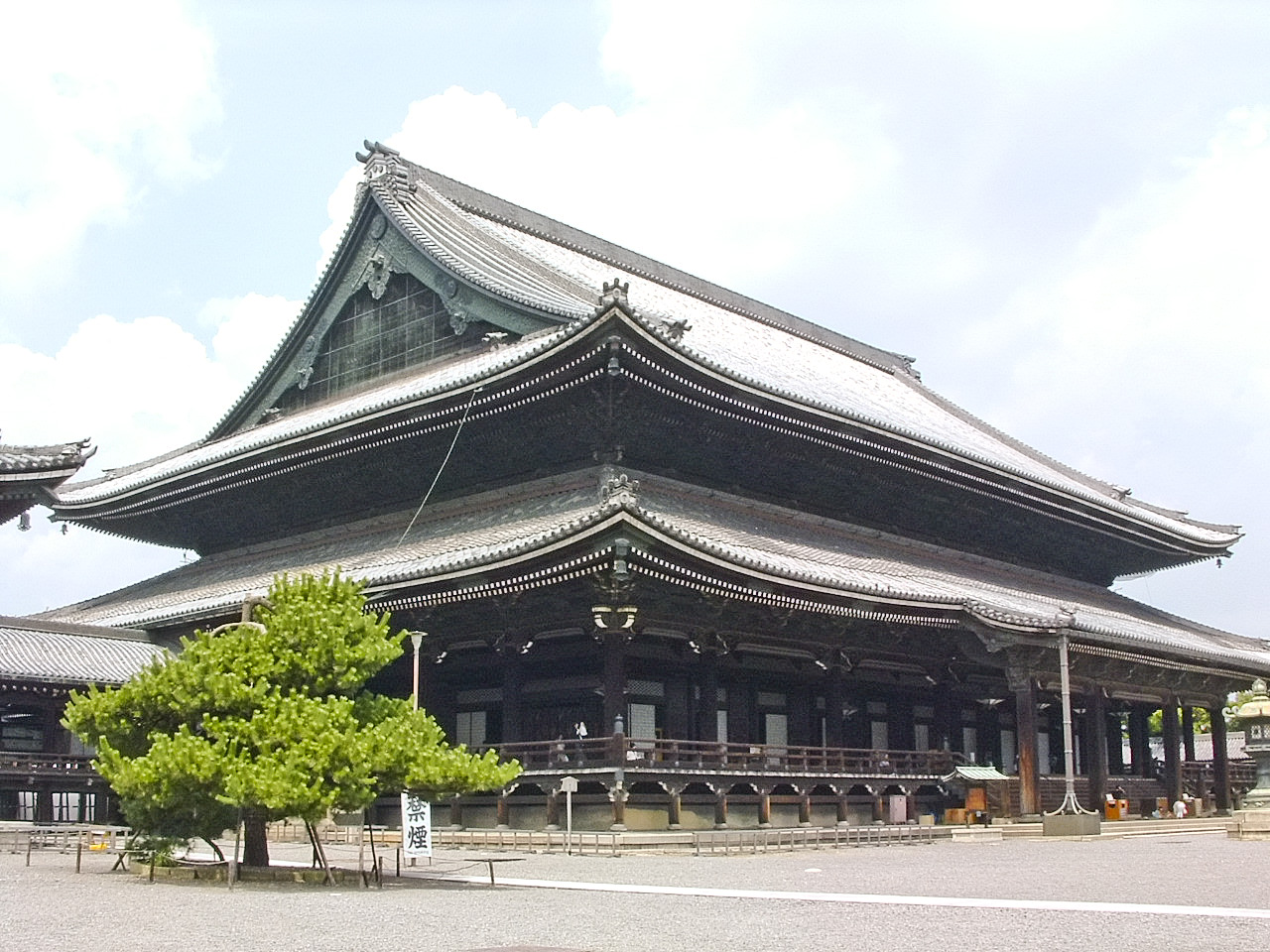
القاعة الرئيسية لمعبد هيغاشي هونغان-جين في كيوتو.

تيرا أو أوتيرا (باليابانية: 寺院 جيين) هي الكلمة اليابانية التي ترمز للمعبد البوذي في اليابان والتي تعتبر بالتوازي مع الجينجا من أشهر أماكن العبادة في اليابان. من أشهر المعابد البوذية في اليابان هي إينرياكو-جي، كيوميزو-ديرا، كوتوكو-ين.
يكون الدخول إلى داخل المباني الرئيسية لمعظم التيرا مقصورا على الرهبان والقليل من العامة، بينما تكون الزيارات العامة مقصورة على الحديقة الخارجية للمعبد، حيث تكون الوظيفة الأساسية للتيرا هي لحفظ الممتلكات التراثية الهامة وتدريب الرهبان أكثر منها كمكان للعبادة لعامة الناس.